# Clwyd West (circonscription du Parlement britannique)
Ne doit pas être confondu avec Clwyd West (circonscription galloise).
Circonscription parlementaire de la 

Chambre des communes
Clwyd West est une circonscription parlementaire britannique située au pays de Galles.

## Members of Parliament
| Election | Election | Membre        | Parti        | Portrait |
| -------- | -------- | ------------- | ------------ | -------- |
|          | 1997     | Gareth Thomas | Labour       |          |
|          | 2005     | David Jones   | Conservateur |          |

## Élections

### Élections dans les années 2010
| Élections générales de 2017: Clwyd West, |                    |                   |        |      |       |
| Parti                                    | Parti              | Candidat          | Votes  | %    | ±     |
|                                          | Conservateur       | David Ian Jones   | 19,541 | 48.1 | +4.8  |
|                                          | Labour             | Gareth Thomas     | 16,104 | 39.6 | +14.0 |
|                                          | Plaid Cymru        | Dilwyn Roberts    | 3,918  | 9.6  | -2.6  |
|                                          | Libéral Démocrates | Victor Babu       | 1,091  | 2.7  | -1.0  |
| Majorité                                 | Majorité           | Majorité          | 3,437  | 8.5  | -9.2  |
| Participation                            | Participation      | Participation     | 40,354 | 69.8 | +5.0  |
|                                          | Conservateur hold  | Conservateur hold | Swing  | -4.6 |       |

| Élections générales de 2015: Clwyd West, |                    |                       |        |      |       |
| Parti                                    | Parti              | Candidat              | Votes  | %    | ±     |
|                                          | Conservateur       | David Ian Jones       | 16,463 | 43.3 | +1.7  |
|                                          | Labour             | Gareth Thomas         | 9,733  | 25.6 | +0.9  |
|                                          | UKIP               | Warwick Nicholson     | 4,988  | 13.1 | +10.8 |
|                                          | Plaid Cymru        | Marc Jones            | 4,651  | 12.2 | −3.2  |
|                                          | Libéral Démocrates | Sarah Lesiter-Burgess | 1,387  | 3.6  | −11.6 |
|                                          | Socialist Labour   | Bob English           | 612    | 1.6  | N/A   |
|                                          | Above and Beyond   | Rory Jepson           | 194    | 0.5  | N/A   |
| Majorité                                 | Majorité           | Majorité              | 6,730  | 17.7 | +0.9  |
| Participation                            | Participation      | Participation         | 38,028 | 64.8 | -1.0  |
|                                          | Conservateur hold  | Conservateur hold     | Swing  | +0.4 |       |

| Élections générales de 2010: Clwyd West, |                    |                    |        |      |       |
| Parti                                    | Parti              | Candidat           | Votes  | %    | ±     |
|                                          | Conservateur       | David Ian Jones    | 15,833 | 41.5 | +5.4  |
|                                          | Labour             | Donna Hutton       | 9,414  | 24.7 | −11.3 |
|                                          | Plaid Cymru        | Llŷr Huws Gruffydd | 5,864  | 15.4 | +4.5  |
|                                          | Libéral Démocrates | Michele Jones      | 5,801  | 15.2 | +1.9  |
|                                          | UKIP               | Warwick Nicholson  | 864    | 2.3  | +0.8  |
|                                          | Christian          | Rev Griffiths      | 239    | 0.6  | +0.6  |
|                                          | Indépendant        | Joe Blakesley      | 96     | 0.3  | N/A   |
| Majorité                                 | Majorité           | Majorité           | 6,419  | 16.8 | N/A   |
| Participation                            | Participation      | Participation      | 38,111 | 65.8 | +0.7  |
|                                          | Conservateur hold  | Conservateur hold  | Swing  | +8.4 |       |

### Élections dans les années 2000
| Élections générales de 2005: Clwyd West |                                   |                                   |        |      |      |
| Parti                                   | Parti                             | Candidat                          | Votes  | %    | ±    |
|                                         | Conservateur                      | David Ian Jones                   | 12,909 | 36.2 | +0.6 |
|                                         | Labour                            | Gareth Thomas                     | 12,776 | 35.9 | −2.9 |
|                                         | Libéral Démocrates                | Frank Taylor                      | 4,723  | 13.3 | +1.9 |
|                                         | Plaid Cymru                       | Eilian Williams                   | 3,874  | 10.9 | −2.0 |
|                                         | UKIP                              | Warwick Nicholson                 | 512    | 1.4  | 0.0  |
|                                         | Indépendant                       | Jimmy James                       | 507    | 1.4  | +1.4 |
|                                         | Socialist Labour                  | Patrick Keenan                    | 313    | 0.9  | +0.9 |
| Majorité                                | Majorité                          | Majorité                          | 133    | 0.4  | N/A  |
| Participation                           | Participation                     | Participation                     | 35,614 | 62.6 | −1.5 |
|                                         | Conservateur vainqueur sur Labour | Conservateur vainqueur sur Labour | Swing  | +1.8 |      |

| Élections générales de 2001: Clwyd West |                    |                  |        |      |       |
| Parti                                   | Parti              | Candidat         | Votes  | %    | ±     |
|                                         | Labour             | Gareth Thomas    | 13,426 | 38.8 | +1.7  |
|                                         | Conservateur       | Jimmy James      | 12,311 | 35.6 | +3.1  |
|                                         | Plaid Cymru        | Elfed Williams   | 4,453  | 12.9 | −0.6  |
|                                         | Libéral Démocrates | Robina L. Feeley | 3,934  | 11.4 | −1.4  |
|                                         | UKIP               | Matthew Guest    | 476    | 1.4  | N/A   |
| Majorité                                | Majorité           | Majorité         | 1,115  | 3.2  | N/A   |
| Participation                           | Participation      | Participation    | 34,600 | 64.1 | −11.2 |
|                                         | Labour hold        | Labour hold      | Swing  | N/A  |       |

### Élections dans les années 1990
| Élections générales de 1997: Clwyd West |                                  |                         |        |      |     |
| Parti                                   | Parti                            | Candidat                | Votes  | %    | ±   |
|                                         | Labour                           | Gareth Thomas           | 14,918 | 37.1 | N/A |
|                                         | Conservateur                     | Rod Richards            | 13,070 | 32.5 | N/A |
|                                         | Plaid Cymru                      | Eryl W. Williams        | 5,421  | 13.5 | N/A |
|                                         | Libéral Démocrates               | Gwyn Williams           | 5,151  | 12.8 | N/A |
|                                         | Référendum                       | Heather Bennett-Collins | 1,114  | 2.8  | N/A |
|                                         | Conservatory                     | David K. Neal           | 583    | 1.4  | N/A |
| Majorité                                | Majorité                         | Majorité                | 1,848  | 4.6  | N/A |
| Participation                           | Participation                    | Participation           | 40,257 | 75.3 | N/A |
|                                         | Labour Vainqueur (nouveau siège) |                         |        |      |     |